# Египет на Играх исламской солидарности
Египет принимает участие в Играх исламской солидарности, начиная с Игр 2005 года.
За все Игры спортивные делегации Египта завоевали всего 146 медалей, из них 46 золотых, в медальном зачёте занимают 6-е место.

## Медальный зачёт
С учётом результатов Игр 2021 года.
| Игры           | Золото         | Серебро        | Бронза         | Всего          | Место          |
| Мекка 2005     | 14             | 15             | 13             | 42             | 2              |
| Палембанг 2013 | 26             | 31             | 29             | 86             | 3              |
| Баку 2017      | 6              | 5              | 7              | 18             | 9              |
| 2021           | не участвовали | не участвовали | не участвовали | не участвовали | не участвовали |
| Всего          | 46             | 51             | 49             | 146            | 6              |